# Giovanni Andrea Archetti
Giovanni Andrea Archetti (Brescia, 11 settembre 1731 – Ascoli Piceno, 5 novembre 1805) è stato un cardinale e arcivescovo cattolico italiano.
Egli è noto in particolare per aver cercato per conto della Santa Sede di attivare la soppressione della congregazione dei Gesuiti anche in Russia. Venne ostacolato in questo dalla ferma volontà della zarina Caterina II di proteggere l'ordine, la quale però lo ricompensò con una forte pressione per la sua promozione al cardinalato.

## Biografia

### I primi anni e l'inizio della carriera ecclesiastica
Giovanni Andrea Archetti nacque l'11 settembre 1731 a Brescia, da una famiglia di ricchi mercanti: gli Archetti i quali  avevano acquistato dei possedimenti a Formigara, nel distretto di Cremona, località Pizzighettone, ottenendo nel 1743 dall'imperatrice Maria Teresa d'Austria il titolo di marchesi di Formigara e baroni del Sacro Romano Impero. Suo padre era Pietro Archetti, mentre sua madre era Paola Giroldi.
Destinato alla carriera ecclesiastica, studiò all'Università La Sapienza di Roma dove il 16 maggio 1774 si addottorò in utroque iure, divenendo poi referendario della Segnatura ed entrando così nella prelatura romana dall'8 gennaio 1754.
Vicelegato a Bologna dal 2 novembre 1754 all'agosto 1758, fu anche consultore della Sacra Congregazione dei Riti e Relatore della Sacra Consulta dal 23 novembre 1759. Tornò a Roma da Bologna il 20 novembre 1760 e divenne protonotario apostolico partecipante e poi decano di quel collegio. Il 16 agosto 1773 gli spettò l'onore e l'onere di promulgare il breve pontificio per la soppressione della Società di Gesù nel Collegio Germanico gesuita.

### L'episcopato, la nunziatura in Polonia e la complessa trattativa per la soppressione dei Gesuiti in Russia

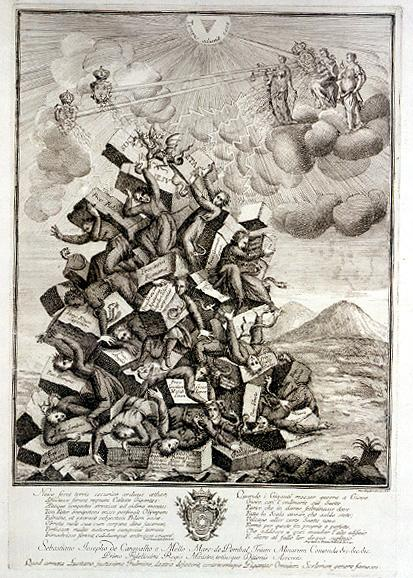
La soppressione della Compagnia di Gesù in un'incisione satirica del 1773

Il 10 settembre 1775 venne ordinato sacerdote e, il giorno successivo, eletto arcivescovo titolare di Calcedonia; la sua consacrazione avvenne il 17 settembre nella chiesa di San Marco a Roma per mano del cardinale Carlo Rezzonico, assistito da Orazio Mattei, arcivescovo titolare di Colosso, e da Giuseppe Maria Contesini, arcivescovo titolare di Atene. 
Il 18 settembre 1775 venne nominato nunzio apostolico a Varsavia ed il 22 dello stesso mese fu assistente al soglio pontificio. Giunse in Polonia a metà aprile del 1776 ed il 29 aprile presentò le sue credenziali al sovrano a Varsavia; l'Archetti giunse in Polonia in un periodo certo non facile per la chiesa locale che si trovava in pesanti difficoltà dopo la prima partizione del 1772. I nuovi confini di stato, inoltre, dividevano in due molte diocesi, creando difficoltà nell'amministrazione delle stesse. In qualità di nunzio, l'Archetti si impegnò in delicati negoziati col governo della Prussia e della Russia sotto il governo della quale erano passati i Cattolici Uniti di Ucraina e Lituania, considerati come dei rinnegati dagli ortodossi, i quali li accusavano apertamente di apostasia.
Ottenne la pubblicazione in Prussia della bolla Dominus ac Redemptor nel 1780, con la quale papa Clemente XIV aveva decretato la soppressione della Compagnia di Gesù, ma non riuscì a convincere Caterina II a dare esecuzione alla bolla nei suoi domini, dove i gesuiti sopravvissero fino alla restaurazione dell'ordine.

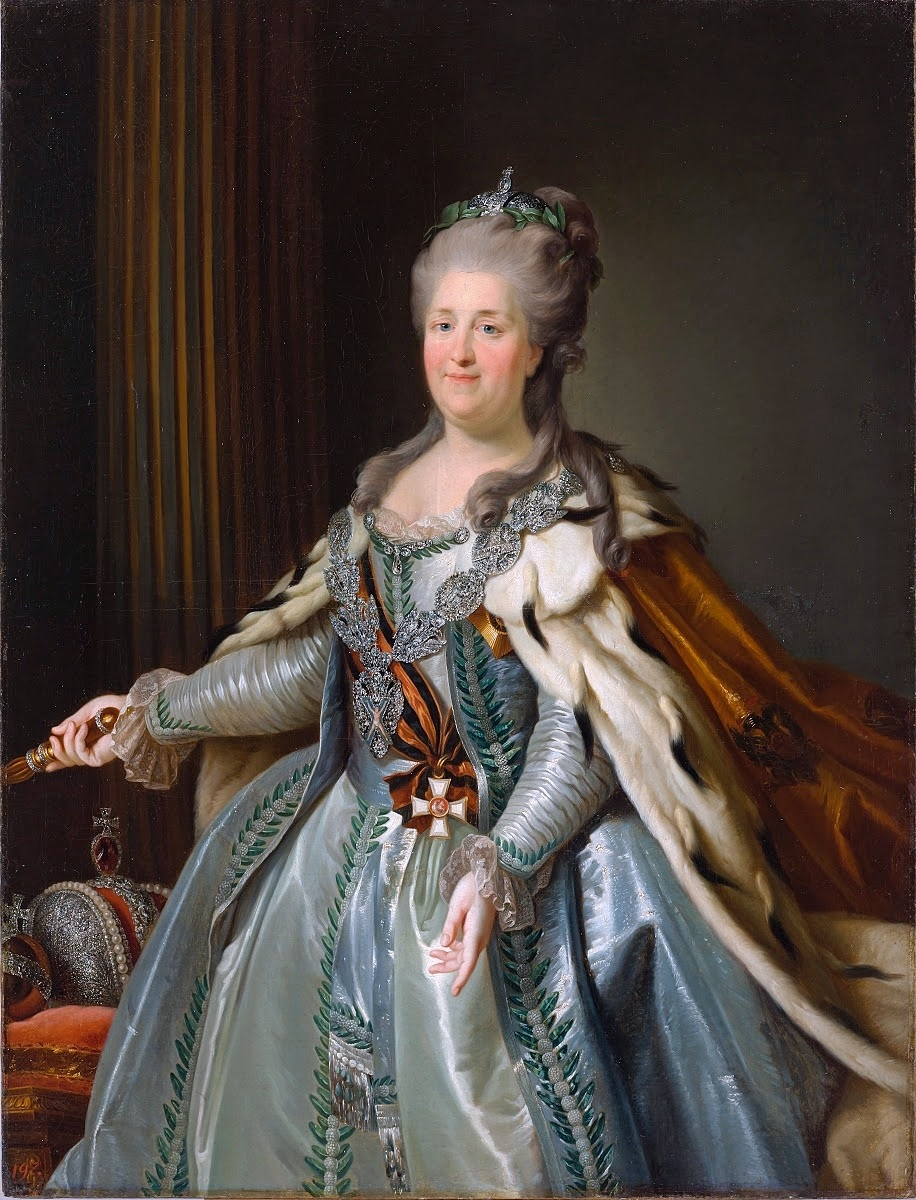
La zarina Caterina II di Russia negò sempre l'estensione della bolla di soppressione dei Gesuiti ai territori da lei governati, missione della quale era stato incaricato il cardinale Archetti

Dal 1782 fu anche nunzio straordinario presso la zarina Caterina II dal momento che i rapporti con la Russia si facevano sempre più tesi da quando l'imperatrice aveva posto i gesuiti russi sotto la protezione di Stanislaus Siestrzeńcewicz-Buhusz il quale, intenzionato a divenire il capo dei cattolici negli stati della Russia, era stato nominato dalla zarina alla sede arcivescovile di Mohilev proprio nel 1782. Nel novembre di quell'anno, la questione dei gesuiti ancora rimaneva aperta a San Pietroburgo, e la zarina colse l'occasione per chiedere proprio al nunzio Archetti la richiesta di un pallio da parte del papa per l'arcivescovo di Mohilev e la consacrazione di monsignor Ivan Benisławski a vescovo. Il papa, per dimostrare la massima apertura nei confronti della zarina e sempre nella speranza di farle cambiare idea, incaricò l'Archetti di una missione straordinaria presso la corte imperiale nel 1783, lasciando Varsavia il 14 giugno e giungendo a San Pietroburgo il 4 luglio successivo, ricevuto alla corte imperiale con grandi onori. Il 18 gennaio 1784 l'arcivescovo Siestrzeńcewicz ricevette il pallio dalle mani del nunzio e monsignor Benisławski venne consacrato vescovo titolare di Gadara e vescovo coadiutore con diritti di successione all'arcidiocesi di Mohilev. Giovanni Andrea Archetti a questo punto riprese i negoziati concernenti i gesuiti ma non fu in grado di raggiungere lo scopo prefissato dalla Santa Sede, malgrado in aggiunta avesse portato un riconoscimento pontificio ai titoli dei monarchi russi ed avesse portato a compimento altri rilevanti accordi. Il nunzio, ad ogni modo, seppe ottenere il favore della zarina, la quale si impegnò per la sua promozione al cardinalato, promozione che giunse nel maggio successivo, motivo per cui l'Archetti venne richiamato a Roma, lasciando San Pietroburgo il 13 giugno 1784.

### Il cardinalato
Su richiesta di Caterina II, nel concistoro del 20 settembre 1784 papa Pio VI lo creò cardinale inviando la notizia della sua nomina in Polonia ove gli fu consegnata da re Stanislao Poniatowski il 24 ottobre successivo, a Hrodna. Dopo aver lasciato la Polonia sul finire del novembre del 1784, fece ritorno in Italia passando per Dresda, Praga e Vienna. Il 25 gennaio 1785 si fermò a Brescia, ove venne ricevuto con grande solennità dai concittadini, che aggregarono la sua famiglia alla nobiltà bresciana il 2 aprile di quell'anno. Giunse a Roma il 7 giugno 1785 ed il 23 giugno di quell'anno il papa gli impose la berretta nella Cappella Sistina, oltre a concedergli il titolo cardinalizio di Sant'Eusebio il 27 giugno di quello stesso anno.
Ascritto alle sacre congregazioni di Propaganda Fide, dei Vescovi e dei Religiosi, del Concilio e della Sacra Consulta, divenne protettore della chiesa nazionale romana dei bergamaschi. Il 5 luglio 1785 venne nominato legato apostolico a Bologna, giungendo in città il successivo 17 settembre, rimanendo in tal posizione sino al 3 settembre 1795. Ottenne quindi la gestione della sede episcopae di Ascoli Piceno col titolo personale di arcivescovo, il 1º giugno 1795, giungendo in città all'inizio di ottobre di quell'anno. L'entrata dei francesi a Bologna nel 1795, pose fine al lungo scontro tra il senato locale ed il governo papale. Dal 1797 al 1799 si servì per la sua diocesi di un vicario generale nella persona dell'allora monsignor Francesco Saverio Castiglioni, futuro papa Pio VIII. Il 18 marzo 1798, il comandante francese di Macerata inviò a Roma il cardinale Archetti assieme ad altri cardinali, prigionieri nel convento domenicano di Civitavecchia; malgrado questo rimase poco tempo in prigionia, pur non potendo comunque far ritorno nella sua diocesi. Si recò dunque a Gaeta e poi a Napoli, regno al quale apparteneva la sua diocesi. Prese parte al conclave del 1799-1800 celebratosi a Venezia, dal quale uscì eletto papa Pio VII. Da qui accompagnò il nuovo papa da Venezia a Roma.
Terminato il primo periodo di occupazione francese, optò per l'ordine dei cardinali-vescovi e scelse la sede suburbicaria di Sabina, mantenendo il governo della diocesi di Ascoli Piceno con beneplacito della Sede Apostolica (2 aprile 1800). Nel giugno del 1805 si recò nuovamente a Brescia per affari personali e fu in quel frangente che l'imperatore Napoleone Bonaparte, che incontrò in città, lo nominò al vescovato di quella città, sede rimasta vacante dopo la morte del vescovo Giovanni Nani il 23 ottobre del 1804. L'Archetti ad ogni modo rifiutò tale nomina e lasciò Brescia il 20 settembre 1805, facendo ritorno ad Ascoli Piceno il 30 di quello stesso mese.
Poco dopo il suo arrivo in città si ammalò e dopo una breve malattia morì il 5 novembre 1805. La sua salma venne esposta alla pubblica venerazione e poi sepolta nella cattedrale di Ascoli.

## Genealogia episcopale e successione apostolica
La genealogia episcopale è:
- Cardinale Scipione Rebiba
- Cardinale Giulio Antonio Santori
- Cardinale Girolamo Bernerio, O.P.
- Arcivescovo Galeazzo Sanvitale
- Cardinale Ludovico Ludovisi
- Cardinale Luigi Caetani
- Cardinale Ulderico Carpegna
- Cardinale Paluzzo Paluzzi Altieri degli Albertoni
- Papa Benedetto XIII
- Papa Benedetto XIV
- Papa Clemente XIII
- Cardinale Giovanni Francesco Albani
- Cardinale Carlo Rezzonico
- Cardinale Giovanni Andrea Archetti

La successione apostolica è:
- Vescovo Józef Prószyński (1777)
- Vescovo Antoni Maciej Sierakowski (1779)
- Arcivescovo Jan Benisławski (1784)